# وشق كميت
الوشق الكُمَيْت أو البَبْكت أو البُبْكَاةُ (الاسم العلمي: Lynx rufus) هو حيوان ثديي من فصيلة السنوريات يعيش في أمريكا الشمالية، وتشير أحافيره إلى أنه يعيش هناك منذ نحو 1,8 مليون سنة، وتمتد مواطنه بسلالاته الاثنتي عشرة المختلفة من جنوب كندا إلى شمال المكسيك، بما في ذلك معظم الولايات الأمريكية المتجاورة. والوشق الكميت حيوان مفترس قابل للتكيف يعيش في المناطق ذات الأشجار والمناطق شبه الصحراوية، وفي أطراف المناطق الحضرية والغابات، وفي بيئات المستنقعات، ولا يزال يعيش في معظم المناطق الأصلية له، وتتمتع أفراده بصحة جيدة.
يشابه الوشق الكميت الأوشاق الأخرى ذات الحجم المتوسط من الجنس نفسه، فهو يمتلك فرواً رمادي اللون أو بنّيّاً، ووجهاً كثيف الشعر، وآذاناً عليها خصل سوداء، وهو أصغر حجماً في المتوسط من الوشق الكندي، والذي يشاركه في أجزاء من مواطنه، ولكنه مع ذلك أكبر من القطط المستأنسة وبضعفي حجمها تقريباً، كما يمتلك الوشق الكميت أشرطة سوداء مميزة على ذراعيه الأماميتين، وذيلاً قصيراً ثخيناً منقطاً بنقط سوداء.
ومع أن الوشق الكميت يفضل الأرانب والقواعات، إلا أنه قد يصطاد أي شيء من الحشرات والدواجن والقوارض الصغيرة إلى الأيائل أو الغزلان، ويعتمد اختيار الفريسة على الموقع والموطن والموسم والوفرة. وكمعظم السنوريات الأخرى، فإن الوشق الكميت حيوان استعماري وانفرادي إلى حد كبير، مع وجود بعض التداخل في نطاقات مواطنه، وهو يستخدم عدة طرق لتعليم حدود منطقته الخاصة، بما في ذلك التعليم بالمخالب والتعليم باستخدام البول أو البراز. وتقوم الأوشاق الحمراء بالتناسل ابتداءً من فصل الشتاء وحتى فصل الربيع، أما فترة حملها فهي شهران تقريباً.
ومع أن البشر يقومون باصطياد الأوشاق الحمراء على نطاق واسع، وذلك من أجل فرائها أو للتسلية فقط، إلا أن أعدادها لم تتضرر كثيراً، وقد كانت توصف بأنها مفترسات مراوغة صعبة المنال في الأساطير الأمريكية الأصلية وثقافة المستوطنين الأوروبيين.

## التصنيف
لقد كان حول ما إذا كان يجب تصنيف الوشق الكميت ضمن جنس الوشق أو جنس فيليس جدلٌ، وهذا جزء من قضية أوسع حول ما إذا كانت الأنواع الأربعة من الأوشاق ينبغي وضع كل منها في جنس مستقل، أو وضعها بعد كل منها سلالة من سلالات جنس فيليس. أما الآن فإن جنس الوشق هو المقبول، ويُصنف الوشق الكميت ضمن جنس الوشق في المصادر التصنيفية الحديثة.